# تام سخنگو و دوستان
}}
تام سخنگو و دوستان (به انگلیسی: Talking Tom & Friends) (که تا اواخر سال ۲۰۱۴ با نام دوستان سخنگو شناخته می‌شد) یک فرنچایز چندرسانه‌ای است که سازنده و مالک آن اوت‌فیت۷ می‌باشد. این فرنچایز بر روی اپ‌های موبایلی متمرکز است که شامل شخصیت‌های حیوانی انسان‌انگاری شده هستند و گفته‌های کاربر را تکرار می‌کنند. نخستین برنامه که «گفتگو با تام» نام داشت، در ژوئیه ۲۰۱۰ راه اندازی شد. از مارس ۲۰۲۰، این برنامه‌ها به بیش از ۱۲ میلیارد دانلود رسیده‌اند. این فرنچایز همچنین شامل مجموعه‌های اینترنتی مختلفی است که بیشتر در یوتیوب منتشر می‌شوند.

## شخصیت ها
- تام سخنگو (همچنین تام نامیده می‌شود) یک گربه خط‌دار خاکستری رنگ و شخصیت اصلی فرنچایز می‌باشد.[۲] تام گربه‌ای عاقل و به دنبال ماجراست و به‌عنوان «محبوب‌ترین گربه جهان» توصیف می‌شود. در اولین بازی وی، تام یک شخصیت سه‌بعدی متحرک ‌است که می‌توان با او ارتباط برقرار کرد، بازیکنان می‌توانند او را قلقک دهند، سیخونک بزنند و با او بازی کنند. بازیکنان همچنین می‌توانند از تام بخواهند تا آنچه را که می‌گویند، اما با صدایی بلندتر، تکرار کند.[۳] اولین برنامه تام، تام گربه سخنگو بود که در سال ۲۰۱۲ برای آی‌اواس راه‌اندازی شد و پس از آن تام سخنگو ۲ در سال ۲۰۱۱ عرضه شد. در سال ۲۰۱۳ تام سخنگوی من منتشر و بعد از آن تام سخنگوی من ۲ در سال ۲۰۱۸ منتشر گردید.
- بن سخنگو – بن یک سگ قهوه ای است. او یک مخترع و برنامه نویس است اما اختراعاتش معمولا به جا های خوبی ختم نمی‌شوند. او اولین بار در بازی بن سخنگو حضور پیدا کرد و بعد هار در کارتون هایی همچون دوستان سخنگو و تام سخنگو و دوستان حضور پیدا کرد.
- آنجلا سخنگو – آنجلا یک گربه سفید است که یک دختر روزمره است. او یک خواننده است ولی گاهی اوقات حرفه های دیگری را هم دنبال می کند و معشوقه تام است.اولین حضور او در بازی تام آنجلا را دوست دارد بود و اولین باری که او در یک کارتون حضور داشت کارتون دوستان سخنگو بود و بعد ها در کارتون تام سخنگو و دوستان هم حضور پیدا کرده.
- هنک سخنگو _ هنک یک سگ سفید با خال های آبی است که عاشق غذا خوردن جلوی تلویزیون و بازی با جینجر است.او اولین بار در بازی هنک سخنگوی من حضور داشت و اولین کارتونی که او در آن حضور داشت کارتون های کوتاه تام سخنگو است ولی او در کارتون تام سخنگو و دوستان تبدیل به شخصیتی معروف شده است.
- جینجر سخنگو _ جینجر یک گربه نارنجی است او کودکی است که ظاهراً از خانواده ای سرشناس است. اولین حضور جینجر در بازی تام آنجلا را دوست دارد بود و اولین بار در کارتون دوستان سخنگو حضور و بعدها در کارتون تام سخنگو و دوستان حضور داشت.
- بکا سخنگو _ بکا یک خرگوش سیاه است که به چیزهای هیجان انگیز علاقه دارد. بکا اولین بار در فصل چهار کارتون تام سخنگو و دوستان حضور پیدا کرد بعد ها در بازی هایی همچون تام سخنگو دونده طلا دوستان تام سخنگوی من و تام سخنگو سفر در زمان حضور پیدا کرد
- روی راکون _ روی راکون راکونی است که لباس زندان به تن دارد و علاقه دارد که از تام دزدی کند او اولین بار در بازی تام سخنگو دونده طلا حضور پیدا کرد و او همیشه شخصیت منفی بازی های سری تام دونده بوده است تنها بازی که در سری دونده نبوده و او در آن شرکت داشته بازی دوستان تام سخنگوی من بوده است.اولین بار او در قسمت ۱ فصل ۵ تام سخنگو و دوستان به دنیای انمیشن هم راه پیدا کرد.
- پیر سخنگو-یک شخصیت است که فقط بازی اش هست.او در فیلمی بازی نکرده است.او طوطی سبز است که در بازی اش او ظالم و تام و بن مظلوم است.او حرف های شما را ۲ بار تکرار می‌کند.

## بازی‌ها
- تام سخنگو ی من یک برنامه حیوان خانگی مجازی است که در ۱۴ نوامبر ۲۰۱۳ منتشر شد، که به کاربر این امکان را می دهد تا از تام در حین رشد مراقبت کند و نام او را تغییر داده و سفارشی کند.

- آنجلا سخنگوی من یک برنامه حیوان خانگی مجازی است که در سال ۲۰۱۴ منتشر شد که به کاربر این امکان را می دهد تا از آنجلا در حین رشد مراقبت کند و نام او را تغییر داده و سفارشی کند.

- جت اسکی تام سخنگو  یک بازی منتشر شده در سال ۲۰۱۵ است که در آن کاربر یا در نقش تام یا آنجلا بازی می کند و برای انجام ماموریت ها سوار بر جت اسکی می شود. از سال ۲۰۲۰، این برنامه دیگر در دسترس نیست.

- تیر انداز حباب تام سخنگو یک بازی تیراندازی حباب است که در سال ۲۰۱۵ منتشر شد. از ژوئن ۲۰۲۲ این برنامه دیگر در دسترس نیست.

- تام سخنگو دونده طلا یک بازی دونده بی پایان است که در سال ۲۰۱۶ منتشر شد، که در آن بازیکن به عنوان تام، آنجلا، بن، هنک جینجر، یا بکا روی راکون دزد را در حین جمع آوری شمش های طلا تعقیب می کنند

- هنک سخنگوی من یک بازی حیوان خانگی مجازی است که در سال ۲۰۱۶ منتشر شد و در آن کاربر از هنک مراقبت می کند و از حیوانات عکس می گیرد .

- تام سخنگو ی من ۲ یک برنامه حیوان خانگی مجازی است که در سال ۲۰۱۸ منتشر شد. در این برنامه ویژگی هایی همچون حیوانات خانگی:(اسکوییک موش، فلیپ طوطی، گاس هیولا جنگل، بات روبات، و شوگر اسب تک‌شاخ) و مخلوط کن، حمام بروز شده، تغییر نقاشی روی دیوار، صندوق اسباب بازی مینی گیم های جدید، و هواپیما بروز شده.

- دوستان تام سخنگوی من  یک بازی است که در آن بازیکن در ابتدا از تام مراقبت می کند، اما بعداً آنجلا، هنک، جینجر، بن و بکا را نیز مراقبت می کند. این نرم افزار در فوریه ۲۰۲۰، قبل از انتشار جهانی در ۱۱ ژوئن ۲۰۲۰، راه اندازی شد

- آنجلا سخنگو ۲ یک برنامه حیوان خانگی مجازی است که در بهار ۲۰۲۱ منتشر شد.
- تام قهرمان یک برنامه‌ی اکشن است که شخصیت های آن جینجر،هنک،تام،بن،آنجلا آنجا هستند.
- جت اسکی تام سخنگو ۲ یک بازی سه نفره مسابقه‌ی قایقی است.مردم هر کشور بازی می‌کنند(به جز فلسطین).شخصیت های آن جینجر،تام،هنک،بن،انجلا هستند.
- انجلا یک بازی است که بن و آنجلا بازی می‌کنند.
- تام سخنگو ۲ یک بازی است که بن ظالم و تام مظلوم است.دقیقا مثل جنگ اسرائیل و فلسطین است.
- تام سخنگو یک بازی قدیمی است که فقط تام بازی می‌کند.امکانات آن فقط ۱ بار اند
- تام دونده شکلات،تام صورت اسپلش،بن سخنگو،اخبار تام و بن،جینجر سخنگو،جینجر ۲،تام وقت راش،جزیره های هنک،جیگتی،پارک اسپلش،پیر سخنگو،استخر تام،تام ۲ لایت،اسپلش آنجلا،نقاشی کشیدن،پلی‌گراند،اسومپ اتک بقیه بازی هستند.

## معروفیت فرانچایز
تام سخنگوی من بیش از ۱۱ میلیون دانلود داشت و در ۱۰ روز پس از راه اندازی، برترین برنامه بازی در ۱۳۵ کشور در سراسر جهان بود.
کانال تام سخنگو و دوستان تا ماه می ۲۰۲۲ بیش از ۱۴.۸ میلیون مشترک و ۶.۱ میلیارد بازدید داشته است.
از ژوئن ۲۰۲۲، این فرنچایز بیش از ۱۸ میلیارد بار برنامه های خود را دانلود کرده است.

## رسانه های دیگر
فرنچایز تام سخنگو و دوستان فراتر از برنامه ها و سریال های انیمیشن گسترش یافته است. این حق رای دادن همچنین کالاهای مارک دار و نماهنگ ها را می فروشد.
موزیک ویدیو تام سخنگو و آنجلا سخنگو برای تک آهنگ آنها تو من می گیری که با همکاری والت دیزنی رکوردز ایجاد شده است، تا مارس ۲۰۲۰ بیش از ۳۵۰ میلیون بازدید در یوتیوب داشته است. آنجلا سخنگو همچنین اولین آهنگ انفرادی خود را به نام درخشیدن با يکدیگر ضبط کرده است. تام سخنگو و آنجلا سخنگو با من بمون که بر اساس آهنگ بن ای کینگ به همین نام ساخته شده است، تا مارس ۲۰۲۱ ۵۴ میلیون بازدید داشته است.
تام سخنگو و دوستان  طیفی از اسباب‌بازی‌های تعاملی را به نام سوپر استار  در سال ۲۰۱۲ راه اندازی کرد. این سریال از آن زمان به بعد متوقف شده است.

## جنجال‌ها

### حقه بازی پدوفیل
در فوریه ۲۰۱۴ آنجلا موضوع یک فریب اینترنتی بود که ادعا می‌کرد کودکان را تشویق می‌کند تا اطلاعات شخصی خود را افشا کنند، که ظاهراً توسط پدوفیل‌ها برای شناسایی مکان این کودکان استفاده می‌شود. این شایعه که به طور گسترده در فیس بوک و وب سایت های مختلفی که ادعا می کنند به فرزندپروری اختصاص دارد منتشر شد، ادعا می کند که آنجلا، شخصیت اصلی بازی، با استفاده از قابلیت چت متنی بازی، از کاربر بازی اطلاعات شخصی خصوصی می خواهد. نسخه‌های دیگر این شایعه حتی ادعا می‌کنند که توسط یک حلقه پدوفیل اداره می‌شود، در حالی که برخی تا آنجا پیش می‌روند که حتی ادعا می‌کنند کاربر توسط دوربین ضبط شده و در چشمان آنجلا دیده می‌شود.
در حالی که درست است که در بازی با حالت کودک خاموش، آنجلا نام، سن و ترجیحات شخصی کاربر را برای تعیین موضوعات مکالمه می‌پرسد، اوت فیت۷ گفته است که این اطلاعات همه «ناشناس» هستند و تمام اطلاعات شخصی از آن حذف می‌شوند. همچنین غیرممکن است که شخصی بتواند آنچه را که آنجلا در بازی می‌گوید کنترل کند، زیرا برنامه مبتنی بر نرم‌افزار ربات چت است.
در سال ۲۰۱۵، این حقه دوباره در فیس بوک احیا شد، و باعث شد روزنامه گاردین دوباره آن را بی اعتبار کنند. پل داکلین، کارمند سوفوس، در وبلاگ این شرکت نوشت که پیامی که در فیس بوک برای تبلیغ این حقه منتشر شده است، "نزدیک به ۶۰۰ کلمه تکراری و پر سر و صدا بود، علیرغم اینکه در ابتدا ادعا کرد که کلماتی برای توصیف وضعیت ندارد. این پیام بد نوشته شده است. بروس ویلکاکس، یکی از برنامه نویسان بازی، محبوبیت این حقه را به این واقعیت نسبت داده است که برنامه چت بات در آنجلا سخنگو بسیار واقعی است.
با این حال، نگرانی واقعی مطرح شده است که ممکن است حالت کودک بازی برای کودکان بسیار آسان باشد که غیرفعال شوند، که اگر این کار را انجام دهند، به آنها امکان می‌دهد «سکه‌هایی» را که می‌تواند به عنوان ارز در بازی استفاده شود، به گفته استوارت درج، روزنامه‌ نگار گاردین، غیرفعال کردن حالت کودک همچنین ویژگی چت را فعال می‌کند، که اگرچه «فرزندان شما را به پدوفیل‌ها وصل نمی‌کند»، اما همچنان نگرانی‌هایی را ایجاد می‌کند.

### تأثیر پدوفیل
این ترس به‌طور قابل‌توجهی محبوبیت بازی را افزایش داده‌است و به این اعتبار کمک می‌کند که این برنامه به زودی پس از اینکه این فریب به طور گسترده در فوریهٔ ٢٠١۴ شناخته شد و سومین محبوب‌ترین برنامه برای همه برنامه‌های آیفون در ابتدای سال شد، در بین ۱۰ برنامه رایگان آیفون قرار گیرد.

### تبلیغات نامناسب با سن
در سال ٢٠۱۵، برنامه تام سخنگوی من به دلیل تبلیغ تبلیغات نامناسب با سن برای خدمات بزرگسالان گزارش شد ولی خوشبختانه بیشتر بازی های اوت فیت ۷ مثل تام سخنگوی من ۲ تبلیغات نامناسب ندارند. اداره استانداردهای تبلیغاتی بریتانیا حکم داد که تبلیغات برای یک وب سایت بزرگسالان از طریق این برنامه به کودکان زیر سن قانونی تحویل داده می شود. می شود خاطرنشان کرد که اوت فیت ۷ یک سیاست تبلیغاتی سختگیرانه داشته است اما این شرکت نتوانست تشخیص دهد که کدام شبکه تبلیغاتی تبلیغات نامناسب با سن را در یک برنامه کودکان ارائه کرده است و نحوه نمایش تبلیغات در برنامه.

## تمجیدها
برنامه تام سخنگوی من برنده جایزه بهترین بازی آیپد: کودکان یادگیری و خانواده در سال ۲۰۱۴ جایزه تبی، رقابت جهانی بهترین برنامه تبلت شد. تام سخنگوی من نیز در سال ۲۰۱۴ به عنوان برگزیده انتخاب کاربران جایزه تبی در دو دسته، بهترین بازی ایپد کودکان، آموزش و خانواده و بهترین بازی اندروید پازل، کارت و خانواده انتخاب شد.
مجموعه تلویزیونی تام سخنگو و دوستان برنده جایزه بهترین سریال انیمیشن در سال ۲۰۱۶ جایزه کیبلفکس شد.